# 1960-as évek
Évszázadok: 19. század · 20. század · 21. század
Évtizedek: 1910-es évek · 1920-as évek · 1930-as évek · 1940-es évek · 1950-es évek · 1960-as évek · 1970-es évek · 1980-as évek · 1990-es évek · 2000-es évek · 2010-es évek
Évek: 1960 · 1961 · 1962 · 1963 · 1964 · 1965 · 1966 · 1967 · 1968 · 1969

## Események
- 1960: a Vietkong létrejöttével kezdetét veszi a vietnámi háború.
- 1960: "Afrika éve" - tizenhét volt gyarmati ország nyeri el függetlenségét.
- 1960: a hormonális fogamzásgátló első használata, a szexuális forradalom kezdete.
- 1961: a szovjet Jurij Gagarin az első ember a világűrben a Vosztok–1 fedélzetén.
- 1961: felépül a berlini fal.
- 1961: Kínában véget ér a „nagy ugrás” és természeti katasztrófák miatt kiakakult nagy éhínség, melynek több tízmillió áldozata van.
- 1962: megkezdődik a második vatikáni zsinat megnyitása, mely 1965-ig tart, s modernizálja a római katolikus egyházat.
- 1962: a kubai rakétaválság során az Egyesült Államok és a Szovjetunió a legközelebb kerülnek az atomháborúhoz.
- 1963: közvetlen távközlési kapcsolat, „forródrót” jön létre Washington és Moszkva között.
- 1963: John F. Kennedy berlini látogatása során elmondja híres beszédét: „Ich bin ein Berliner”.
- 1963: az atomcsendegyezmény aláírása a légköri atomkísérletek betiltásáról.
- 1963: a fekete polgárjogi harcosok washingtoni menete, ahol Martin Luther King mond beszédet: "I Have a Dream".
- 1963: John Fitzgerald Kennedy amerikai elnök meggyilkolása.
- 1963: a Beatles együttes tévés szereplésével elindul a „beatmánia”, korszakos kulturális hatást kiváltva.
- 1964: Lyndon B. Johnson kiadja a polgárjogi törvényt, mely véget vet a faji szegregációnak az Egyesült Államokban.
- 1964: a tonkini incidenst követően az Egyesült Államok belép a vietnámi háborúba.
- 1964: megjelennek a hippikultúra első képviselői, elsősorban a vietnámi háború elleni tiltakozásként, mely főleg az évtized második felében válik jelentőssé.
- 1964: megalakul a Palesztinai Felszabadítási Szervezet.
- 1965: a Rolling Thunder hadművelet során az amerikai légierő észak-vietnámi célpontokat bombáz 1968-ig.
- 1966: Mao Ce-tung meghirdeti a kulturális forradalmat Kínában.
- 1967: a hatnapos háború Izrael és az arab országok között.
- 1968: az észak-vietnámi hadsereg és a Vietkong megindítja a Tet-offenzívát.
- 1968: diákmegmozdulások a nyugati világban (a legjelentősebb Párizsban volt).
- 1968: az atomsorompó egyezmény aláírása a nukleáris fegyverek terjesztésének tilalmáról.
- 1968: Martin Luther King és Robert F. Kennedy meggyilkolása.
- 1968: az Alexander Dubček által vezetett prágai tavasz vége, a Varsói Szerződés intervenciója.
- 1969: Neil Armstrong az Apollo–11 legénysége közül az első, aki leszáll a Holdra.
- 1969: a woodstocki fesztivál.
- 1969: Willy Brandt meghirdeti az "új keleti politikát": a két német állam közeledése, az enyhülés (détente) kezdete.
- 1969: az Ír Köztársasági Hadsereg (IRA) megalapítása.
- 1969: a New York-i Stonewall Inn nevű melegbárnál történt összecsapás elindítja az LMBT mozgalmak nyilvános szerepvállalásait.

## A világ vezetői
- Albánia: Enver Hoxha főtitkár
- Amerikai Egyesült Államok: Dwight D. Eisenhower elnök (1961-ig), John Fitzgerald Kennedy elnök (1961-1963), Lyndon B. Johnson elnök (1963-1969), Richard Nixon elnök (1969-től)
- Ciprus: III. Makáriosz érsek (1960-tól)
- Csehszlovákia: Antonín Novotný főtitkár (1968-ig), Alexander Dubček főtitkár (1968-1969), Gustáv Husák főtitkár (1969-től)
- Dél-Korea: Li Szin Man elnök (1960-ig), Pak Csong Hi elnök (1963-tól)
- Egyesült Királyság: II. Erzsébet királynő, Harold Macmillan miniszterelnök (1963-ig), Harold Wilson miniszterelnök (1964-től)
- Egyiptom: Gamal Abden-Nasszer elnök
- Etiópia: Hailé Szelasszié császár
- Észak-Korea: Kim Ir Szen elnök
- Franciaország: Charles de Gaulle elnök (1969-ig), Georges Pompidou elnök (1969-től)
- Fülöp-szigetek: Ferdinand Marcos elnök (1965-től)
- Ghána: Kwame Nkrumah miniszterelnök (1966-ig)
- Haiti: François Duvalier "Papa Doc" elnök
- India: Dzsaváharlál Nehru miniszterelnök (1964-ig), Indira Gandhi miniszterelnök (1966-tól)
- Indonézia: Sukarno elnök (1967-ig), Suharto elnök (1967-től)
- Irán: Mohammad Reza Pahlavi sah
- Izrael: Dávid Ben-Gúrión miniszterelnök (1963-ig), Lévi Eskól miniszterelnök (1963-1969), Golda Meir miniszterelnök (1969-től)
- Japán: Hirohito császár, Szató Eiszaku miniszterelnök (1964-től)
- Jugoszlávia: Josip Broz Tito elnök
- Kanada: Pierre Trudeau miniszterelnök (1968-tól)
- Kína: Mao Ce-tung pártelnök, Liu Shaoqi elnök (1968-ig), Zhou Enlai miniszterelnök
- Kínai Köztársaság: Csang Kaj-sek elnök
- Közép-afrikai Köztársaság: Jean-Bédel Bokassa elnök/császár (1966-tól)
- Kuba: Fidel Castro elnök
- Lengyelország: Władysław Gomułka főtitkár
- Líbia: Moammer Kadhafi vezér (1969-től)
- Magyarország: Kádár János főtitkár
- Németország (Kelet-Németország, NDK): Walter Ulbricht elnök (1960-tól)
- Németország (Nyugat-Németország, NSZK): Konrad Adenauer kancellár (1963-ig), Ludwig Erhard kancellár (1963-1966), Willy Brandt kancellár (1969-től)
- Paraguay: Alfredo Stroessner elnök
- Portugália: António de Oliveira Salazar miniszterelnök (1968-ig)
- Románia: Gheorghe Gheorghiu-Dej főtitkár (1965-ig), Nicolae Ceaușescu főtitkár (1965-től)
- Spanyolország: Francisco Franco caudillo
- Szovjetunió: Nyikita Hruscsov főtitkár (1964-ig), Leonyid Iljics Brezsnyev főtitkár (1964-től)
- Vatikán: XXIII. János pápa (1963-ig), VI. Pál pápa (1963-tól)
- Vietnám: Ho Si Minh elnök (1969-ig)
- Zaire: Mobutu Sese Seko elnök (1965-től)

## A filmművészetben
- Pier Paolo Pasolini: Oidipusz király
- Andrej Tarkovszkij: Andrej Rubljov
- Stanley Kubrick: 2001: Űrodüsszeia (színes), Dr. Strangelove, avagy rájöttem, hogy nem kell félni a bombától, meg is lehet szeretni
- Luis Buñuel: Az öldöklő angyal
- Peter Brook: A Legyek Ura
- Oldřich Lipský: Limonádé Joe
- Ingmar Bergman: Trilógia, Persona
- Lindsay Anderson: Ha…
- Jean-Luc Godard: Kifulladásig